# HY 2007 AMAKUMA A'CHA document TOUR 〜from OKINAWA to the WORLD〜
『HY 2007 AMAKUMA A'CHA document TOUR 〜from OKINAWA to the WORLD〜』（えいちわい2007あまくまあちゃどきゅめんとつあーふろむおきなわとぅざわーるど）は、日本のバンドHYの5枚目の映像作品。2007年6月27日発売。発売元は東屋慶名建設。

## 概要
2007年3月9日から行われたカナダとアメリカの主要都市8箇所を巡った「AMAKUMA A'CHA TOUR」と、帰国後行われた「JAPAN TOUR」を追ったドキュメンタリー・ビデオ。初回限定盤のみ「AM11：00」（English Version）のミュージック・ビデオ収録曲DVD付2枚組。